# 蒂巴蒂
蒂巴蒂是非洲中西部國家喀麥隆的城鎮，由阿達馬瓦省負責管轄，位於該國中部阿達馬瓦高原，海拔高度838米，鎮上有機場設施，居民以富拉尼人和豪薩族為主，大多從事自給農業，2001年人口估計約22,900。
6°28′N 12°38′E / 6.467°N 12.633°E